# Hidden Folks
Hidden Folks (укр. Сховані хлопці) -- відеогра в жанрі "пошуку предметів" розроблена Адріаном де Джонгом (англ. Adriaan de Jongh) і Сильвейном Тегроегом (англ. Sylvain Tegroeg) для ПК (Windows, Linux, Mac OS), планшетів і телефонів (Android, iOS), a також для Apple TV. Гра офіційно вийшла 15 лютого 2017 року, згодом, 14 грудня 2017 року Hidden Folks вийшла на Android і Apple TV.

## Ігровий процес
В грі Hidden Folks від гравця вимагається відшукати людей, тварин чи предмети в намальованому середовищі, при цьому сам малюнок дуже деталізований і нагадує ілюстрацію з віммельбуха, хоча і чорно-біла. Локації часто в декілька разів більші за екран комп'ютера, і містять більше тисячі деталей. При цьому кожна локація анімована, і гравець може взаємодіяти з намальованим оточенням натискаючи на предмети, деколи це вимагається для знаходження необхідних предметів.

## Розробка
Hidden Folks розроблялася командою з двох осіб: гейм-дизайнера інді-ігор Адріана де Джонга (англ. Adriaan de Jongh) і художника Сильвейна Тегроега (англ. Sylvain Tegroeg). Ідея гри виникла коли де Джонг побачив презентацію Тегроега, і захотів зробити його малюнки інтерактивними. Згодом він зробив прототип однієї сцени з гри, використавши одну з картинок Тегроега, без відома останнього. Коли Тегроег побачив прототип вони вирішили співпрацювати. Розробка гри тривала більше двох років, бо Тегроег не малював комп'ютерну графіку. Спочатку створювалось зображення на папері, а уже потім оцифровувалось і анімувалось. 
Звуки для гри були створені тільки за допомогою голосів творців, які імітували звуки природи і техніки і записували їх на магнітофон. Для складніших звуків вони консультувалися з Мартіном Квейлом (англ. Martin Kvale), який допомагав в багатьох дрібних деталях з звуком.
Творці розглядали ідею дозволити користувачу розмальовувати картинку, але вирішили, що це зіпсує атмосферу гри. 

## Відгуки і нагороди
| Агрегатор    | Оцінка                    |
| ------------ | ------------------------- |
| GameRankings | (PC) 76.67% (XONE) 80.0%  |
| Metacritic   | (XONE) 83/100 (PC) 78/100 |

Hidden Folks отримали схвальні відгуки критиків і користувачів. В магазині Steam гра має 98% позитивних відгуків на основі більш ніж двох тисяч рецензій користувачів (22 грудня 2017 року) , а в магазині App Store за результатами більше 2.5 тисяч відгуків гра отримала 5 зірок .
Також гра отримала серію нагород і номінацій:
| Рік  | Нагорода                         | Категорія                          | Результат  | Прим.  |
| ---- | -------------------------------- | ---------------------------------- | ---------- | ------ |
| 2017 | App Store: Best of 2017          | Гра року на iPad                   | Переможець | [ 11 ] |
| 2016 | BIG Indie Pitch San Francisco    | Найкраща гра                       | Переможець | [ 12 ] |
| 2017 | Anifilm                          | Найкраща гра для дітей і підлітків | Переможець | [ 13 ] |
| 2017 | The Game Awards 2017             | Найкраща мобільна гра              | Номінант   | [ 14 ] |
| 2017 | Google Play: Indie Games Contest |                                    | Номінант   | [ 15 ] |
| 2017 | Golden Kalf                      | Кращий інтерактивний продукт       | Номінант   | [ 16 ] |
| 2017 | Unity Awards 2017                | Краща мобільна гра                 | Номінант   | [ 17 ] |
| 2017 | Golden Joystick Awards 2017      | Мобільна гра року                  | Номінант   | [ 18 ] |